# Ruchanijat
Die Partei Ruchanijat (kasachisch «Руханият» партиясы; deutsch Wiedergeburt) war eine grüne politische Partei in der Republik Kasachstan.
Vorsitzender war seit 2013 Serik Sultangalijew. Die Partei wurde am 6. Oktober 2003 vom Justizministerium (Kasachstan) zugelassen und hatte zuletzt 72.000 Mitglieder.
Die Partei unterhielt Vertretungen in allen 14 Gebieten der Republik und in den beiden Städten Astana und Almaty. Mitglieder der Partei waren vor allem Mitarbeiter des Bildungswesens, des Gesundheitswesens, wissenschaftlicher und kultureller Einrichtungen sowie Unternehmer und Studierende. Die wichtigsten Ziele von Ruchanijat waren der Einsatz für den Wirtschaftsaufschwung in Kasachstan bei gleichzeitiger Schonung der Umwelt, die Lösung der sozialen und ökologischen Probleme im Land sowie der Aufbau einer moralischen und geistig reichen Gesellschaft.
Bei den Wahlen 2004 erhielt sie 0,44 Prozent der Stimmen. Bei den letzten Parlamentswahlen am 18. August 2007 kam sie nur auf 22.159 Stimmen oder 0,37 % und scheiterte somit deutlich an der Sieben-Prozent-Hürde. Sie hatte keinen Abgeordneten in der Mäschilis.
Am 16. März 2010 wurde auf einem Parteikongress beschlossen, die Europäische Grüne Partei um den Status eines Beobachters zu bitten. Die Partei wäre somit die erste kasachische Partei, die sich einer europäischen Partei angeschlossen hätte.
Im November 2013 fusionierte die Partei mit Adilet zur neuen Partei Birlik.